# Saare (Varbla)
Saare – wieś w Estonii, w prowincji Parnawa, w gminie Varbla.